# CeBIT
CeBIT (скраћеница од  ) је највећи светски сајам информационих технологија, телекомуникација, софтвера и услуга. Сваке године, у пролеће, се одржава у немачком граду Хановеру и указује на смер развоја комерционалних информационих технологија. Одржава се уједно и на највећем сајму на свету, површине од око 450.000 m² с могућношћу пријема 700.000 посетилаца, а апсолутни рекорд је постигнут 2001. године када је сајам посетило преко 830.000 посетилаца. Од 15. до 21. марта 2007. године, CeBIT је посетило 480.000 људи и имао је више од 6.200 излагача из преко 70 земаља света.

## Историја
је настао 1970, по отварању највеће сајамске хале на свету - Хале 1, као део хановерског Сајма, где су сваке године велике индустријске корпорације одржавале своје презентације. Осамдесетих година 20. века, развој информационих технологија и телекомуникација је узео маха, па се 1986. CeBIT одвојио.

## у свету
Власник CeBITа „Немачки Сајам АД“, од 1999. организује сајмове широм света под CeBIT именом:
- Азија (CeBIT Asia), Шангај, Кина
- Билишим (CeBIT Bilişi), Истанбул, Турска
- Аустралија (CeBIT Australia), Сиднеј, Аустралија
- Америка (CeBIT USA), основан и одржан 2003. и 2004, али отказан 2005. године.